# 安
安 est un sinogramme et un kanji. Il signifie paix et peut être un prénom chinois. An ou Ān en est la transcription en hanyu pinyin. C'est la traduction en chinois du prénom féminin Anne.
Son caractère Unicode est 5B89.

## Crédit d'auteurs
- Cet article est partiellement ou en totalité issu de l'article intitulé « 安 (sinogramme) » (voir la liste des auteurs).